# Presidente do Senado da Nigéria
O Presidente do Senado é o oficial que preside o Senado da Assembleia Nacional da Nigéria. O Presidente de Senado é escolhido em uma eleição indireta conduzida dentro do Senado.
O Presidente do Senado é segundo na linha de sucessão para a Presidência da Nigéria, depois do Vice-presidente da Nigéria. O Presidente atual do Senado é Ahmed Lawan

## Lista de incumbentes
| Presidente do Senado | Período                        | Partido |
| -------------------- | ------------------------------ | ------- |
| Nnamdi Azikiwe       | 1960 - 1960                    | NCNC    |
| Nwafor Orizu         | 1960 - 1966                    | NCNC    |
| Joseph Wayas         | 1979 - 1983                    | NPN     |
| Iyorchia Ayu         | 1992 - 1993                    | SDP     |
| Ameh Ebute           | 1993 - 1993                    | SDP     |
| Evan Enwerem         | 1999 - 1999                    | PDP     |
| Chuba Okadigbo       | 1999 - 2000                    | PDP     |
| Pius Anyim           | 2000 - 2003                    | PDP     |
| Adolphus Wabara      | 2003 - 2005                    | PDP     |
| Ken Nnamani          | 2005 - 2007                    | PDP     |
| David Mark           | 2007 - 2015                    | PDP     |
| Bukola Saraki        | 2015 - 2019                    | APC     |
| Ahmed Lawan          | 11 de junho de 2019 - presente | APC     |